# Breitunga
Die Breitunga (norwegisch für Breite Zunge) ist eine Gletscherzunge an der Prinzessin-Ragnhild-Küste des ostantarktischen Königin-Maud-Lands. Sie liegt zwischen den Buchten Breidvika und Brekilen.
Wissenschaftler des Norwegischen Polarinstituts benannten sie 2018.